# Vitor Carvalho Vieira
Vitor Carvalho Vieira (Palmas, 27 maggio 1997) è un calciatore brasiliano, centrocampista del Braga.

## Caratteristiche tecniche
È un centrocampista centrale.

## Carriera
Cresciuto nel settore giovanile dello Coritiba, ha esordito in prima squadra l'11 dicembre 2016 disputando l'incontro di Série A perso 2-0 contro il Ponte Preta. Il 30 gennaio 2020 è stato ceduto in prestito al Gil Vicente.

## Palmarès

### Club

#### Competizioni nazionali
- Coppa di Lega portoghese: 1

Braga: 2023-2024